# Фонтне (Вогези)
Фонтне (фр. Fontenay) насеље је и општина у североисточној Француској у региону Лорена, у департману Вогези која припада префектури Епинал.
По подацима из 2011. године у општини је живело 512 становника, а густина насељености је износила 79,13 становника/km². Општина се простире на површини од 6,47 km². Налази се на средњој надморској висини од 375 метара (максималној 492 m, а минималној 328 m).

## Демографија
| 1962. | 1968. | 1975. | 1982. | 1990. | 1999. | 2011. |
| ----- | ----- | ----- | ----- | ----- | ----- | ----- |
| 268   | 268   | 262   | 325   | 375   | 412   | 512   |

График промене броја становника у току последњих година